# Municipal District of Opportunity No. 17
Der Municipal District of Opportunity No. 17 ist einer der 63 „municipal district“ in Alberta, Kanada. Der Verwaltungsbezirk liegt in der Region Nord-Alberta und gehört zur „Census Division 17“. Er wurde am 18. Dezember 1913 eingerichtet (incorporated als „Large Local Improvement Districts 824, 825, 826, 854, 855, 882, 915“) und sein Verwaltungssitz befindet sich in Wabasca. Seit der Einrichtung entstand der heutige Bezirk durch mehrfache Zusammenlegung oder Teilung anderer Verwaltungseinheiten. Dabei erfolgte eine wiederholte Umbenennung. Den größten Teil der Zeit führte er dabei die Bezeichnung „Improvement District“ (in der Regel in Verbindung mit einer Nummer) im Namen.
Der heutige Verwaltungsbezirk ist für die kommunale Selbstverwaltung in den ländlichen Gebieten sowie den nicht rechtsfähigen Gemeinden, wie Dörfern und Weilern und ähnlichem, zuständig. Für die Verwaltung der Städte (City) und Kleinstädte (Town) in seinen Gebietsgrenzen ist er nicht zuständig.

## Lage
Der „Municipal District“ liegt im zentralen Norden der kanadischen Provinz Alberta. Nach Osten bildet der La Biche River die Grenze des Bezirks. Im westlichen Teil des Bezirks fließt der Wabasca River. Da der Bezirk nur dünn besiedelt ist verläuft auch nur im südlichen Bereich eine größere Provinzstraße, der nachrangige Alberta Highway 754, welcher in Wabasca als Alberta Highway 813 fortgesetzt wird. Im Westen durchquert der Alberta Highway 88 einen kleinen vorspringenden Teil des Bezirks.
|                                                  | Mackenzie County                            | Wood Buffalo        |
| Northern Sunrise County                          | Kompassrose, die auf Nachbargemeinden zeigt | Lac La Biche County |
| Municipal District of Lesser Slave River No. 124 | Athabasca County                            |                     |

## Bevölkerung
| Jahr | Erhebung          | Einwohner | Änderung | Fläche (km²) | Bev.-dichte (EW/km²) |
| ---- | ----------------- | --------- | -------- | ------------ | -------------------- |
| 2016 | Volkszählung 2016 | 3181      | + 3,5 %  | 29.142,10    | 0,1                  |
| 2011 | Volkszählung 2011 | 3071      | + 8,0 %  | 29.140,78    | 0,1                  |

## Gemeinden und Ortschaften
Folgende Gemeinden liegen innerhalb der Grenzen des Verwaltungsbezirks:
- Stadt (City): keine
- Kleinstadt (Town): keine
- Dorf (Village): keine
- Weiler (Hamlet) u. ä.: Calling Lake, Red Earth Creek, Sandy Lake, Wabasca

Außerdem bestehen noch weitere, noch kleinere Ansiedlungen wie beispielsweise Sommerdörfer.